# Anthony Lacen
Anthony "Tuba Fats" Lacen (New Orleans, 15 september 1950 - aldaar, 11 januari 2004) was een invloedrijke Amerikaanse jazz-tubaïst, die New Orleans-jazz en -blues speelde.
Lacen speelde jarenlang met een band op Jackson Square in French Quarter voor geld. Als professioneel muzikant speelde hij met allerlei brassbands, zoals de Treme Brass Band, Young Tuxedo Brass Band, Olympia Brass Band en Hurricane Brass Band, en bijvoorbeeld Ernest Paulin. Tevens had hij een eigen groep, de Chosen Few Brass Band. Lacen toerde ook in Europa, zo speelde hij in de jaren negentig een paar keer op het jazzfestival in Geleen. 
Lacen heeft verschillende albums gemaakt, uitgekomen op onder meer het platenlabel Jazz Crusade. 
De tubaïst was getrouwd met bluesshouter Linda Young.

## Discografie
- After You've Gone (met Linda Young), Jazz Crusade, 1985
- Street Music, Jazz Crusade, 1986
- A Jazz Gumbo, Vol. 1 & 2 (met Linda Young), Jazz Crusade, 1993
- In the Gutter, Jazz Crusade, 1997
- Chosen Few Jazzmen, Jazz Crusade, 2003
- The Legendary Tuba Fats, A Wise and Barking Production, 2003

- Library of Congress Control Number: no2007010062
- Virtual International Authority File: 58850214
- WorldCat: E39PBJyWVvFRpxkph4bD7vrrMP